# Mega Man X3
Mega Man X3, ou Rockman X3 au Japon, est un jeu d'action-plates-formes édité par Capcom sur Super Nintendo, Saturn, PlayStation et PC (Windows). C'est le troisième volet de la série Mega Man X. Il est par la suite réédité sur téléphone mobile et les consoles virtuelles de la Wii U) et de la New Nintendo 3DS),,,,,,,,. Comme pour Mega Man X2, le jeu bénéficie de la puce Cx4, qui permet des visuels semi-transparents et certains effets en 3D.

## Histoire
Au 22e siècle, un chercheur Réploïde de renom, le professeur Doppler, a mis au point un traitement spécial pour éradiquer les causes de comportement Maverick et réhabiliter les Réploïdes défectueux. Admiré par ses proches et acclamé par la communauté scientifique, le bienfaisant professeur a par la suite fondé une cité utopique, baptisée Doppler Town, en son honneur.
Tout allait bien jusqu'à ce que, sans crier gare, les Mavericks réhabilités ont resurgi et repris leurs actes de destruction. Très vite, il s'est avéré que le professeur Doppler était derrière le retour des Mavericks et que son prétendu "remède" n'était peut-être pas aussi efficace que prévu. Afin de mettre un terme à la menace, les Chasseurs de Mavericks X et Zero ont été envoyés appréhender Doppler.
Mais c'était sans compter la perfidie du professeur Doppler. Profitant de l'absence des deux chasseurs, il a envoyé ses troupes prendre d'assaut le quartier général de l'organisation. X et Zero ont aussitôt été rappelés d'urgence à la base avec pour ordre de défendre le QG à tout prix.

## Système de jeu
Tout comme Mega Man X2, Mega Man X3 reprend le concept de Mega Man X et l'améliore. Plusieurs nouveautés font ainsi leur apparition dans le jeu.
Mega Man X3 est le premier jeu de la série à proposer plusieurs fins.

### Zero
Pour la première fois dans la série, le personnage de Zero est jouable et peut venir à tout moment remplacer X dans le feu de l'action. Cependant, à la différence des jeux suivants, la jouabilité avec le robot rouge est quelque peu limitée.
Zero est capable d'une plus grande puissance de feu, grâce à son Z-Buster, capable d'un niveau de charge supplémentaire, et surtout de son Z-Saber. En revanche, il ne peut intervenir qu'une fois par niveau et ne peut pas affronter de boss (à une exception près). Enfin, s'il venait à être détruit, Zero serait contraint de battre en retraite pour le reste du jeu. Si Zero est détruit à un endroit stratégique du jeu, il est possible pour X d'hériter de son Z-Saber.

### Bossfacultatifs
Après avoir perdu deux de ses subordonnées Maverick aux mains de X, le professeur Doppler, constatant les formidables talents du robot bleu, enverra à ses trousses Bit et Byte. À cette chasse se joindra également Vile, ennemi juré de X, que Doppler a ressuscité après sa défaite dans le premier volet de la série.
Mega Man X3 reprend le concept des boss facultatifs de Mega Man X2. À la différence des chasseurs de X, Bit et Byte ne se cachent pas dans des salles secrètes: au contraire, ils viennent directement à X et lui barrent la route. Le joueur n'a donc pas le choix de les affronter. Vile, en revanche, est complètement facultatif. Le joueur doit d'abord découvrir le téléporteur menant à un niveau secret, où il sera confronté au chasseur renégat.
La manière dont le joueur affronte ces trois ennemis affecte directement le reste du jeu. Par exemple, si X détruit Bit (en utilisant l'arme à laquelle il est vulnérable), mais ne détruit pas Byte (en utilisant son X-Buster), le joueur devra affronter à nouveau le duo plus tard sous une nouvelle forme conjointe, Godkarmachine O Inary. Le même principe s'applique à Vile, qui tentera à nouveau de prendre sa revanche sur X dans les derniers niveaux du jeu.
Toutefois, si le joueur parvient à se débarrasser des trois boss facultatifs lors du premier affrontement, de nouveaux boss viendront prendre leur place dans le laboratoire secret de Doppler.

### Armures de combat
Si la moto de Mega Man X2 n'est ici pas présente, X peut toujours utiliser une armure de combat (Ride Armor). La différence ici est que X doit d'abord récupérer des objets pour avoir accès aux armures de combat depuis un terminal présent dans les niveaux. Il existe quatre modèles d'armure de combat. La Chimère (N) est l'armure de base, qui permet de sauter, se propulser et frapper. Elle doit être récupérée en premier pour pouvoir utiliser les modèles plus avancés. L'armure Kangourou (K) permet à X de charger une attaque à plus grande portée. L'armure Faucon (H) est armée de lance-missiles et est équipée d'un réacteur de saut. L'armure Grenouille (F) est la seule armure de combat amphibie du jeu. Elle tire des missiles à tête chercheuse et avance par petits sauts.
Les armures de combat disposent de leur propre jauge de vie. Si l'armure utilisée vient à être détruite, le joueur peut toujours aller en récupérer une autre au terminal du niveau.

### Giga Armor
Officiellement baptisée la Max Armor , l'armure de Mega Man X3 est de loin l'une des plus avancées de toute la série. Elle est composée du casque, qui affiche un plan du niveau et permet de détecter les objets et les améliorations, du corps qui active un bouclier d'énergie lorsque endommagée, offrant une protection temporaire contre les dégâts supplémentaires, du buster, qui permet de tirer deux tirs chargés plutôt qu'un. Si les tirs sont bien synchronisés, X sera capable d'exécuter un tir conjugué et de la jambe qui permet d'effectuer une charge aérienne horizontale et verticale (Air Dash).
En plus des quatre pièces de l'armure, le joueur se voit offrir la possibilité d'améliorer encore davantage la Max Armor. En plus des traditionnelles capsules d'amélioration bleues, le jeu compte quatre capsules supplémentaires rouges, dans lesquelles X peut recevoir les puces d'amélioration (Upgrade Chip). Le casque qui active une fonction de réparation des dégâts. X récupérera petit à petit de la vitalité s'il demeure immobile et le corps qui améliore le bouclier d'énergie et réduit encore davantage les dégâts. Le Buster permet à X d'utiliser la Hyper Charge, une arme conçue pour tirer exclusivement des tirs chargés, et la botte qui permet d'effectuer une double charge aérienne. X ne peut accueillir qu'une seule puce d'amélioration, ce qui ajoute une dimension stratégique au jeu.

### Hyper Armor
À la différence de ses prédécesseurs, il n'y a pas de technique secrète à découvrir dans Mega Man X3. En revanche, si le joueur remplit certaines conditions bien précises, il découvrira, s'il est attentif, un passage secret menant à une neuvième capsule d'amélioration, contenant l'Hyper Armor. Cette version améliorée de la Max Armor permet à X d'utiliser les quatre puces d'amélioration en même temps.

## Mavericks
| Nom anglais      | Nom japonais      | Apparence    | Arme           | Faiblesse      |
| ---------------- | ----------------- | ------------ | -------------- | -------------- |
| Blast Hornet     | Explose Horneck   | Frelon       | Parasitic Bomb | Gravity Well   |
| Blizzard Buffalo | Frozen Buffalio   | Buffle       | Frost Shield   | Parasitic Bomb |
| Gravity Beetle   | Gravity Beetbood  | Scarabée     | Gravity Well   | Ray Splasher   |
| Toxic Seahorse   | Acid Seaforce     | Hippocampe   | Acid Burst     | Frost Shield   |
| Volt Catfish     | Electro Namazuros | Poisson-chat | Triad Thunder  | Tornado Fang   |
| Crush Crawfish   | Scissors Shrimper | Écrevisse    | Spinning Blade | Triad Thunder  |
| Tunnel Rhino     | Screw Masaider    | Rhinocéros   | Tornado Fang   | Acid Burst     |
| Neon Tiger       | Shining Tiger     | Tigre        | Ray Splasher   | Spinning Blade |

## Portages
Mega Man X3 a été réédité sur Saturn, PlayStation et PC (Windows), dans une version comprenant des arrangements musicaux ainsi que des séquences animées pour accompagner l'histoire.
En 2006, Mega Man X3 a fait l'objet d'une réédition sur PlayStation 2, GameCube, Xbox dans la compilation Mega Man X Collection.